# Kamov Ka-137
Kamov Ka-137 během vývoje označovaný jako MBVK-137 (rusky МБВК-137, Мнoгoцeлeвoй Бeспилoтный Вepтoлeтный Кoмплeкс, transkripcí Mnogocelevoj Bespilotnyj Vertoletnyj Kompleks, česky Mnohoúčelový bezpilotní vrtulníkový komplex) je ruské víceúčelové bezpilotní letadlo (neboli UAV z anglického Unmanned Aerial Vehicle) určené pro různé role včetně civilních. Je schopno nasazení při policejních zásazích, může operovat v člověku nebezpečném prostředí, provádět průzkum, doručovat náklad speciálního určení, zajišťovat přenos rádiového či televizního vysílání a vykonávat další činnosti.
Vývoj stroje začal v roce 1994, v roce 1995 byl projekt nahrubo dokončen a v roce 1996 byl vyroben plně funkční model. Stroj využívá např. ruské Ministerstvo obrany.

## Konstrukce
Ka-137 je bezocasý vrtulník s kulovitým trupem a dvěma rotory nad sebou (koaxiální konstrukce). Každý rotor má 2 listy. Podvozek tvoří 4 kovové nohy s pružinami. Existují 3 verze:
- dislokovaná na upraveném a vylepšeném automobilu Kamaz, dálkové ovládání PPU-137 umožňuje ovládat 2 vrtulníky Ka-137 zároveň
- dislokovaná na vrtulníku Kamov Ka-32[1]
- dislokovaná na lodi

## Specifikace
Údaje z knihy ОКБ Н. И. Камова, OOO „Цeнтр авиации и Космонавтики“, Moskva, 1999, ISBN 5-93316-001-6

### Technické údaje
- Osádka: 0
- Výška: 2,30 m
- Průměr rotoru: 5,30 m
- Plocha rotujících listů: 8,3 m²
- Průměr kulovitého trupu: 1,88 m
- Vzletová hmotnost: 280 kg
- Maximální nosnost: 80 kg
- Pohonná jednotka: 1 × motor Hirth 2706-R05; výkon 47,8 kW

### Výkony
- Maximální rychlost: 175 km/h
- Cestovní rychlost: 145 km/h
- Maximální dostup: 5 000 m
- Maximální doba letu: 4 h
- Maximální dolet: 530 km